# Historia de Alabama

Bandera de Alabama

Escudo de Alabama

Alabama se convirtió en un estado de los Estados Unidos el 14 de diciembre de 1819. Después de las Guerras Indias y el Indian Removal Act en el siglo XIX forzaron a la mayoría de los nativos americanos a salir del estado, y los colonos blancos llegaron en gran número.
Antes de la Guerra Civil, ricos hacendados crearon grandes plantaciones de algodón situadas en la fértil región de Black Belt, las cuales dependían del trabajo de esclavos afroamericanos. Decenas de miles de esclavos fueron transportados y vendidos en el estado por los traficantes de esclavos que los adquirían en el sur superior. En otras partes de Alabama los blancos pobres practicaban la agricultura de subsistencia. Antes de 1860, los negros (casi todos los esclavos) componían el 45% de los 964.201 habitantes del estado.
El estado de Alabama quería continuar expandiendo la esclavitud, sintiéndose presionado por los estados norteños declaró su secesión en enero de 1861 y se unió a los Estados Confederados de América en febrero. La consiguiente Guerra Civil Americana vio niveles moderados de acción en Alabama, y la población sufrió pérdidas económicas y dificultades como resultado de la guerra. La Proclamación de Emancipación de Lincoln liberó a todos los esclavos en los estados confederados. La capitulación del Sur en 1865 puso fin al gobierno del Estado Confederado y comenzó una década polémica y difícil de Reconstrucción.
Después de la guerra, las vastas plantaciones de algodón reanudaron la producción. Los arrendatarios y aparceros, motivados por el lucro, se sumaron al mercado. Las pequeñas plantaciones, que produjeron cultivos generales antes de la guerra, se volvieron hacia el algodón como cultivo comercial. Como resultado, el mercado de algodón se sobrecargó y los precios cayeron un 50%
Durante 75 años después de la Guerra Civil, Alabama era un estado pobre, muy rural, con una economía basada en el algodón y la aparcería. El final de la Reconstrucción anunció el ascenso al poder de Demócratas "Redentores", blancos que utilizaban tanto métodos legales como extralegales (incluida la violencia y el acoso) para restablecer el dominio político y social sobre los afroamericanos. En 1901, los Demócratas aprobaron una Constitución estatal que eficazmente privaba más los derechos de los afroamericanos (que en 1900 eran más del 45% de la población del estado) así como también lo hacía con las decenas de miles de blancos pobres. En 1941, 600.000 blancos pobres y 520.000 afroamericanos habían sido privados de sus derechos. Además, a pesar de los cambios masivos de población en el estado, la legislatura se negó a redistritar los dominios rurales desde 1901 hasta la década de 1960, dando lugar a la mala distribución masiva. Durante décadas, una minoría rural dominó el estado y las necesidades de la urbana y de clase media y los intereses industriales, no se abordaron.
Los afroamericanos que vivieron en Alabama experimentaron las injusticias de la privación de derechos, la segregación, la violencia y escuelas sin financiación. Decenas de miles de afroamericanos se unieron a la Gran Migración de 1915-1930. y se trasladaron en busca de mejores oportunidades a las ciudades industriales, sobre todo al Norte y Centro-Oeste. El éxodo negro se intensificó de manera constante en las tres primeras décadas del siglo XX, 22.100 emigraron en 1900-1910, 70.800 en 1910-1920 y 80.700 en 1920-1930.
Políticamente, el estado continuó con un solo partido Demócrata en la década de 1980 como parte del "Sólido Sur" y produjo una serie de líderes nacionales.
Los programas agrícolas del New Deal incrementó el precio del algodón y la Segunda Guerra Mundial finalmente trajo la prosperidad ya que el estado desarrolló una base industrial y de servicios. El algodón perdió importancia cuando los recolectores mecánicos reemplazaron a decenas de campesinos. Con la aprobación de la Ley de Derechos Civiles de 1965, los afroamericanos pudieron finalmente ejercer su derecho al voto.
Con la elección de Guy Hunt como gobernador en 1986, el estado se convirtió en un bastión Republicano en las elecciones presidenciales y se inclinó hacia los republicanos en las estatales. El Partido Demócrata siguió dominando oficinas locales y legislativas, pero el dominio Demócrata había terminado.; en términos organizativos, los partidos estaban igualados.

## Los pueblos indígenas
Los pueblos indígenas de distintas culturas vivieron en la zona hace miles de años antes de la colonización europea. El comercio con el noroeste a través del Río Ohio comenzó durante la Edad de Bronce (1.000 AC-700 DC) y continuó hasta el contacto europeo. La cultura agraria Misisipi cubría la mayor parte del estado desde el 1000 DC hasta el 1600 DC, con una de sus principales localizaciones en el Parque Arqueológico Moundville en Moundville, Alabama. Los análisis de los artefactos recuperados en las excavaciones arqueológicas de Moundville fueron la base en la que los eruditos formularon las características del Complejo Ceremonial Sudeste (SECC). Contrariamente a la creencia popular, la SECC parece no tener conexión directa con la cultura mesoamericana, sino que se desarrolló de forma independiente. El Complejo Ceremonial representa un componente importante de la religión de los pueblos del Misisipi; es uno de los principales medios para el conocimiento de su religión.

### Precontacto

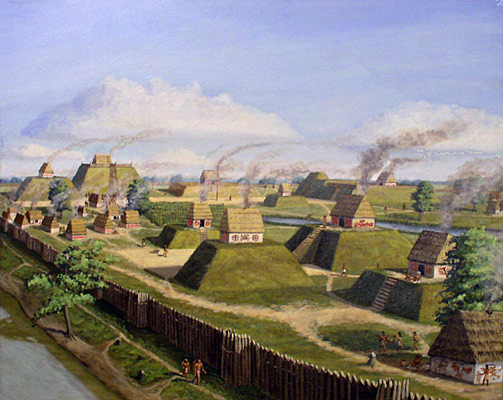
La cultura Misisipi era una cultura nativa americana que floreció en los Estados Unidos antes de la llegada de los europeos.

Hace por lo menos 12.000 años, los nativos americanos o paleoamericanos aparecieron en lo que se conoce hoy como "el Sur". Los paleoamericanos del sureste eran cazadores-recolectores que perseguían una gran variedad de animales, incluyendo la megafauna que se extinguió tras el fin de la era del Pleistoceno. El período silvícola (1000 AC - 1000 DC) estuvo marcado por el desarrollo de la cerámica y la horticultura a pequeña escala en el Complejo Agrícola Oriental.
La cultura Misisipi surgió con el cultivo de plantas mesoamericanas como el maíz y habas llevando al crecimiento de la población. El aumento de la densidad de población dio lugar a centros urbanos y señoríos regionales, de los cuales el más importante fue el asentamiento conocido como Cahokia, en el actual Illinois. Sociedades estratificadas se desarrollaron con hereditarias élites religiosas y políticas, floreciendo en que hoy es el Medio Oeste, Este y Sureste de los Estados Unidos desde 800 d. C. al 1.500 d. C.

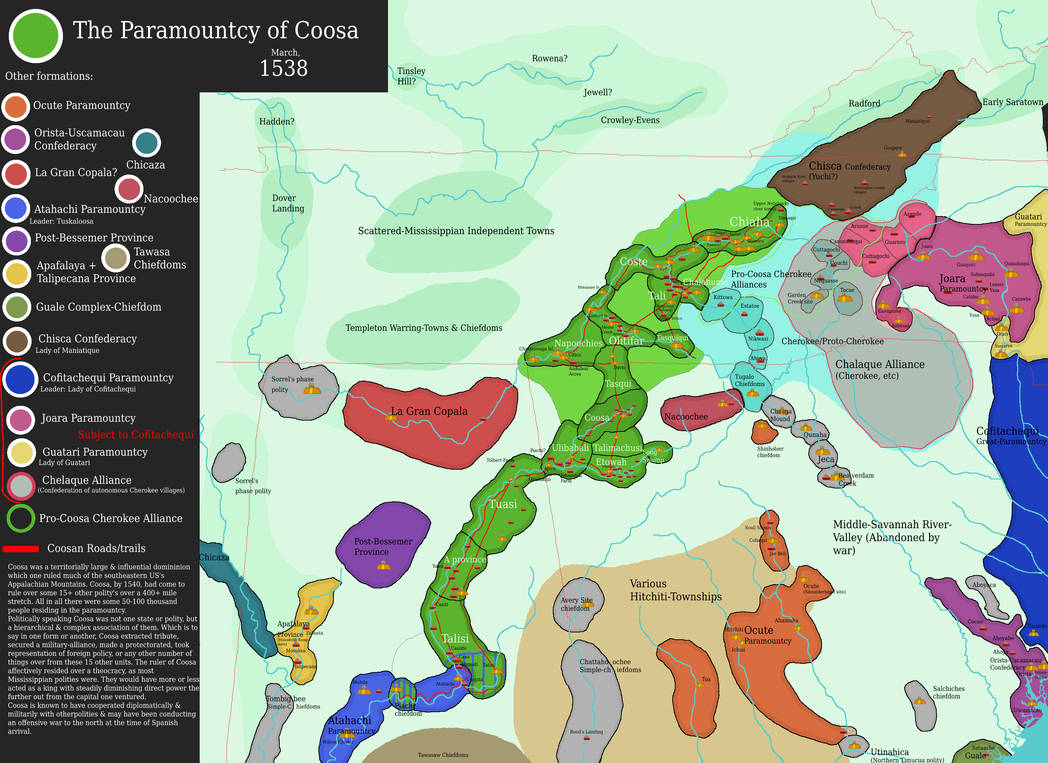
Cacicazgos coosa (siglo)

Los principios históricos de los Creek fueron probablemente descendientes de la Cultura de los Montículos en la cultura Misisipi alrededor del río Tennessee en la moderna Tennessee, Georgia y Alabama. Es posible que hubieran estado relacionados con los Utinahica del sur de Georgia. En el momento que los españoles hicieron sus primeras incursiones hacia el interior desde las costas del Golfo de México, muchas ciudades del Misisipi estaban ya en declive o abandonadas. La región fue descrita mejor como un conjunto de señoríos indígenas de un tamaño moderado (como el señorío Coosa en el río Coosa) intercaladas con pueblos completamente autónomos y grupos tribales. El final de la cultura Misisipi es lo que se encontraron los primeros exploradores españoles, comenzando el 2 de abril de 1513, con la llegada a Florida de Juan Ponce de León y en 1526 con la expedición de Lucas Vázquez de Ayllón en Carolina del Sur.
Entre las tribus históricas de los nativos americanos que vivían en la zona de la actual Alabama en el momento del contacto con los europeos eran los Cheroqui de lenguas Iroquesas, los Alabama de lenguas muskogueanas, los Chickasaw, los Choctaw, los Creek, los Koasati y los Mobile. Los recuerdos de la población nativa de Alabama pueden encontrarse en muchos de sus topónimos.

## Colonización europea (1531-1812)

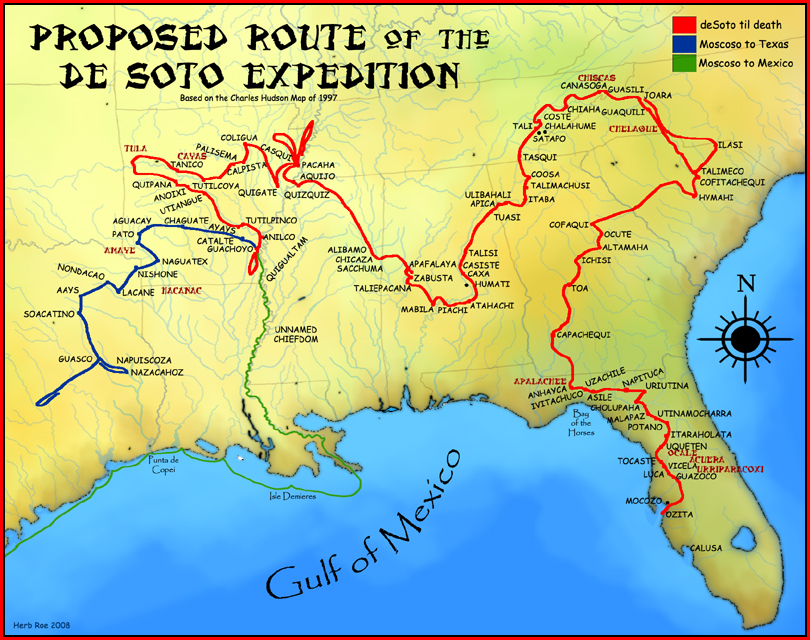
Mapa de la expedición del español Hernando de Soto (1539-1542)

Anexión de EE.UU. de Florida occidental española (1810-1821)

La primera exploración europea de Alabama tuvo lugar en el siglo XVI por el imperio español. La actual Alabama se encontraba en La Florida que dependía de la Capitanía General de Cuba con capital en La Habana, el puerto más importante del virreinato de Nueva España. Las costas del seno mexicano fueron exploradas a lo largo de los años, siendo la larga y bien documentada expedición de Hernando de Soto la primera en adentrase en las regiones de los indígenas de Alabama a lo largo de los ríos Coosa, Alabama y Tombigbee en 1539. Además, en 1559 Tristán de Luna exploró la región del río Coosa (río Coosawattee) e intentó establecer, sin éxito Santa Cruz de Nanipacana. La ausencia de riquezas minerales supuso que la influencia española se concentrara en San Agustín (actual Florida), como puerto para defender la ruta de los barcos de la Flota de Indias. De 1690 data el efímero fuerte Apalachicola, situado en la importante región de los indígenas apalachicola.
Desde finales del siglo XVI el reino de Inglaterra estableció las Trece Colonias, que abarcaron un territorio costero desde la Bahía de Massachusetts a la Georgia. El norte de Alabama se encontraba bajo la influencia de la provincia de Carolina. A partir del último tercio del siglo XVII los comerciantes ingleses se adentraron en el río Alabama (1687).
La presencia francesa en Alabama se relaciona con el establecimiento de Luisiana francesa a partir de finales del siglo xvii. Llegó a abarcar las regiones adyacentes al río Mississipi y una franja costera del golfo de México delimitada por las españolas Nueva Filipinas (actual Texas) al oeste y Florida al este. 

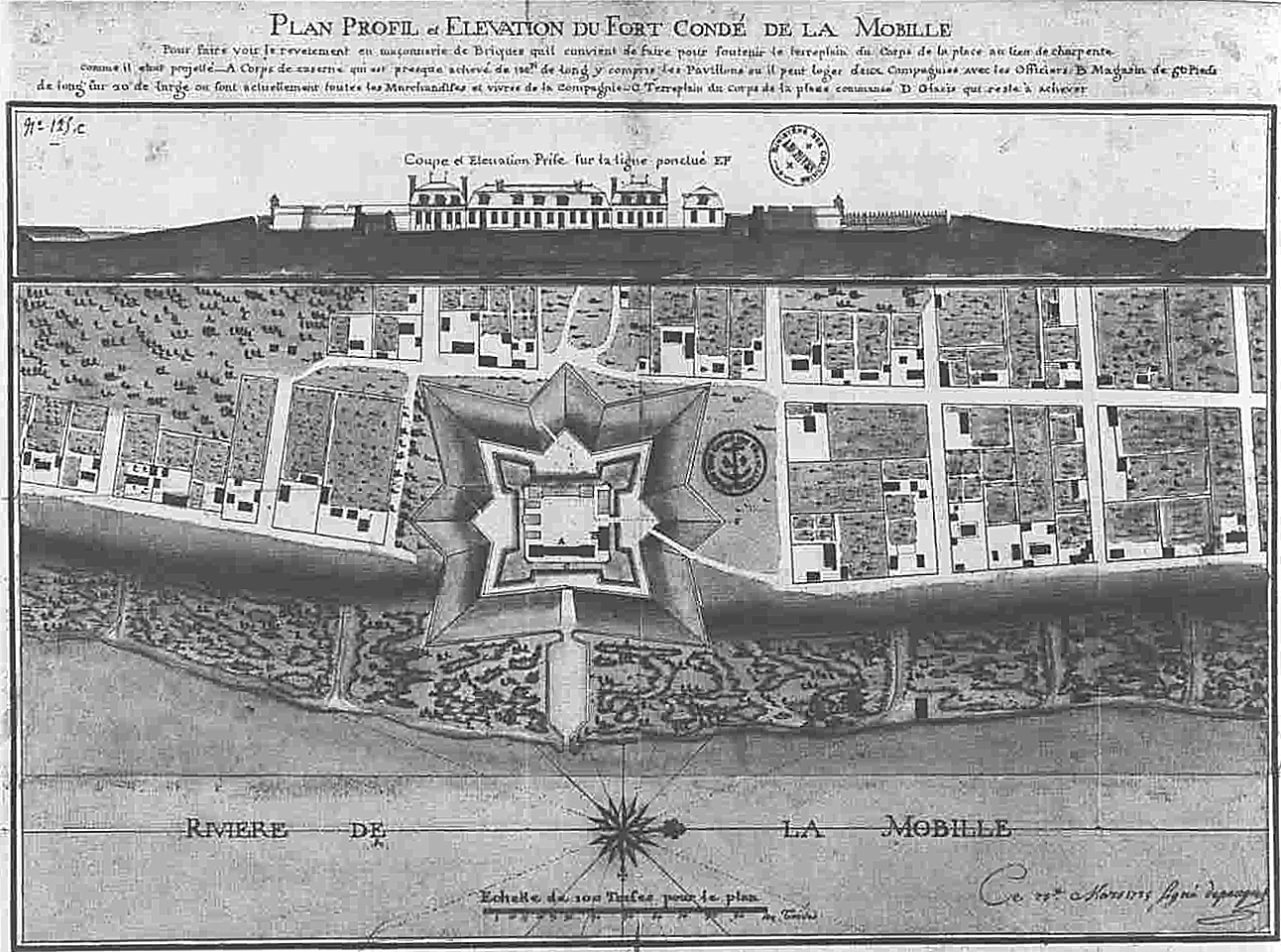
Mobile y el fuerte Condé en época francesa (1725). Primer asentamiento europeo permanente en Alabama.

La fundación Fort Louis de la Mobile en el río Mobile como capital de la Luisiana francesa data de 1702 en una expedición dirigida por Pierre Le Moyne d'Iberville procedente de Montreal, en Nueva Francia (actual Canadá). Se trata de la población más antigua de Alabama. En 1711 la población de Mobile fue traslada a su ubicación actual en la bahía de Mobile desde ubicación original en Old Mobile Site (Condado de Mobile) a su ubicación actual. En 1720 la capital de Luisiana francesa fue traslada a Biloxi (actual Mississippi). El fuerte Condé fue construido en 1723. Los franceses establecieron los puestos militares del Fuerte Toulouse (1717) cerca de la unión entre los ríos Coosa y Tallapoosa, y el Fuerte Tombecbe (1736) en el río Tombigbee para asegurar la soberanía de la región y el comercio con los indígenas. 

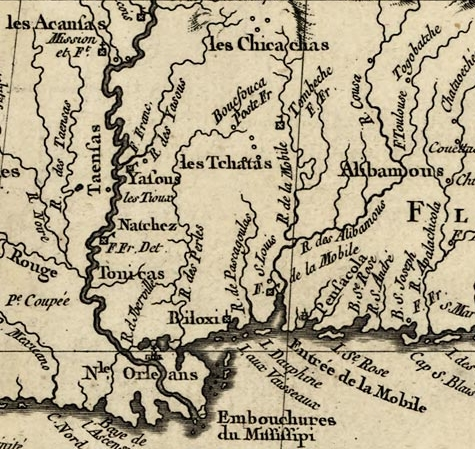
Mapa desde Nueva Orleans al río Apalachicola con el fuerte Tombecbe francés (1763)

En 1733 James Edward Oglethorpe obtuvo de Jorge II la concesión del sur de la colonia de Carolina, dando lugar a la provincia de Georgia. Oglethorpe ordenó se realizaron incursiones para intentar, sin éxito, expandirse el norte de Florida española o las regiones bajo soberanía francesa del interior de Alabama. En 1739 logró, sin embargo, asociarse con los creek al oeste del río Chattahoochee. En 1736, durante las guerras Chickasaw-Choctaw, una partida de seiscientos soldados franceses del fuerte Tombecbé junto a seiscientos guerreros chocktaw libró la batalla de Ackia cerca de la actual Tupelo (Misisipi).

La guerra de los Siete Años se resolvió con el tratado de París (1763) que supuso la pérdida ante Gran Bretaña de la totalidad de los territorios franceses en Norteamérica. Florida quedó también bajo soberanía británica mientras que como compensación España obtuvo la Luisiana española. La administración colonial inglesa dividió La Florida en Florida Oriental y Florida Occidental. 

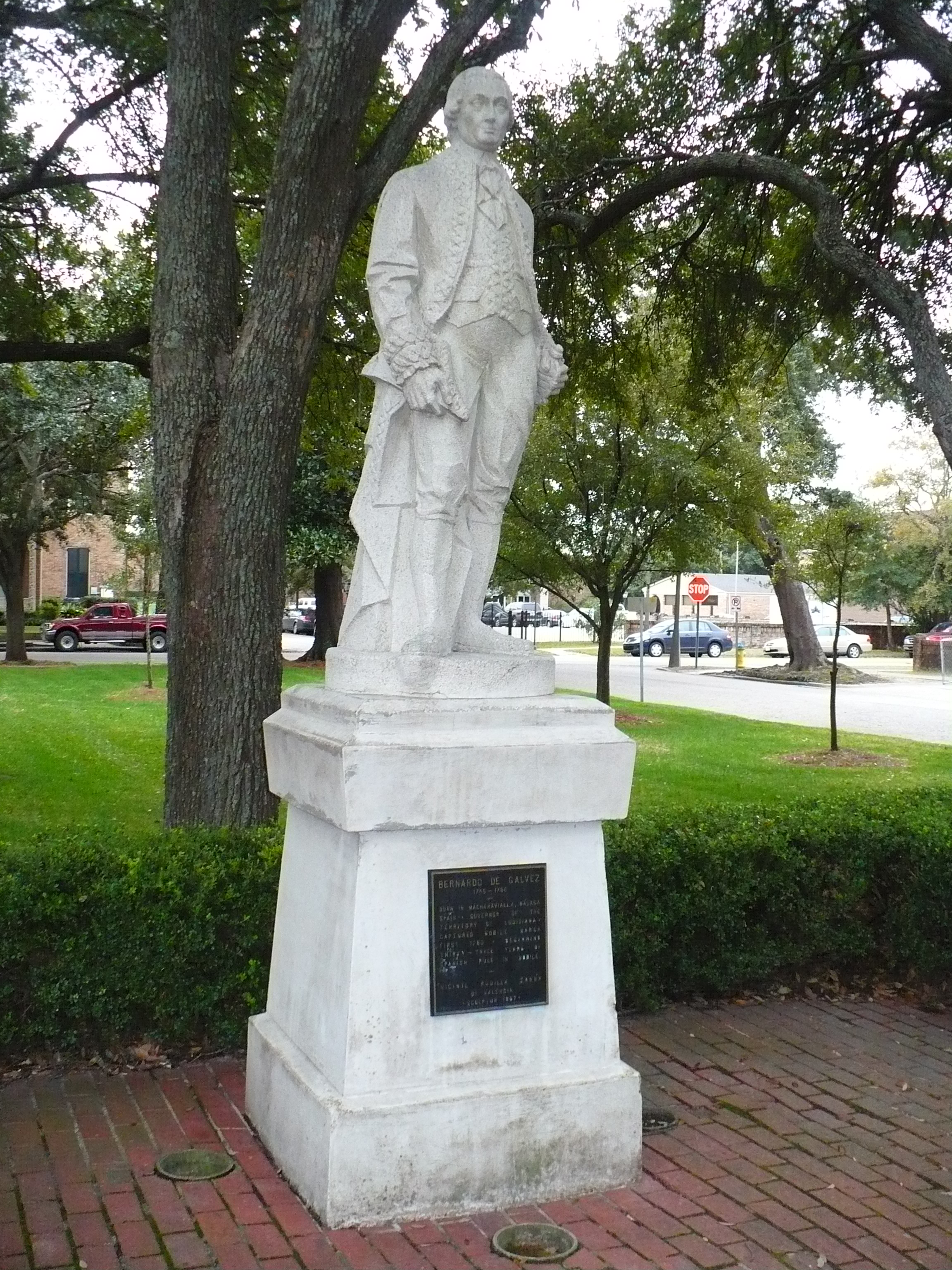
Bernardo de Gálvez, militar español de la guerra de Independencia de los EE.UU. protagonista de la victoria en la Florida Occidental británica.

Durante la guerra de Independencia de los EE. UU. el español Bernardo de Gálvez logró victorias decisivas en las batallas del fuerte Charlotte (1780) y La Movila (1781). La campaña de la Costa del Golfo supuso la recuperación de La Florida para España en el tratado de París (1783). Para asegurar la soberanía española de los territorios septentrionales limítrofes con EE. UU. se construyeron los fuertes Confederación de Tombecbe y San Esteban de Tombecbe, que se desmantelaron tras el tratado de San Lorenzo (1795) por el que España renunciaba a los territorios al norte del paralelo 31 en favor de EE. UU. En 1798, el Congreso organizó este distrito como territorio de Misisipi. Una franja de tierra de 12 o 14 millas de ancho cercana a la actual frontera norte entre Alabama y Misisipi fue reclamada por Carolina del Sur, pero en 1787 ese estado cedió ante el gobierno federal. Georgia igualmente reclamó todas las tierras entre los paralelos 31° y 35º de su actual límite occidental hasta el río Misisipi y no paró de reclamar hasta 1802. Dos años más tarde, los límites del territorio de Misisipi fueron ampliados con el fin de incluir toda la cesión de Georgia.
Las pretensiones de EE. UU. sobre los territorios españoles de Florida comenzaron con la invasión del ejército de Claiborne de Florida Occidental en 1810 aprovechando el gobierno francés de España por el hermano de Napoléon Bonaparte. En 1812, el Congreso añadió el distrito de Mobile de Florida Occidental al territorio de Misisipi, alegando que fue incluida en la compra de Luisiana. Además, en 1813 el ejército de Wilkinson ocupó Mobile como parte de las campañas militares de la guerra de 1812 contra Reino Unido. Aunque la soberanía del territorio de Florida fue adquirida oficialmente a España en 1821 con el tratado de Adams-Onís, desde 1812 los EE. UU. lograron el control de Alabama.

## Territorio de Misisipi (1812-1817) y Territorio de Alabama (1817-1819)

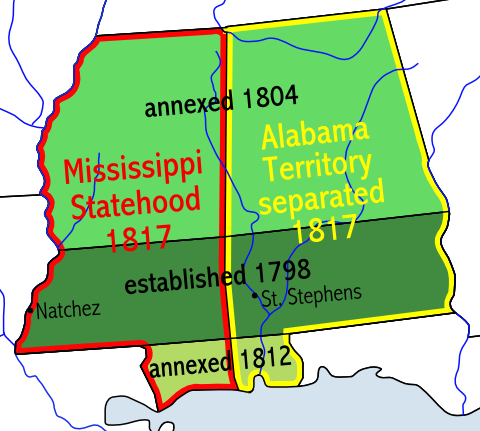
Evolución del Territorio de Misisipi y Territorio de Alabama

En 1817, el territorio de Misisipi se dividió. La parte occidental se convirtió en el estado de Misisipi, y la parte oriental se convirtió en el territorio de Alabama con St. Stephens, en el ríoTombigbee, como sede temporal del gobierno.

El conflicto entre los indios de Alabama y los colonos americanos se incrementó rápidamente en el siglo XIX. El gran jefe Tecumseh de la tribu Shawnee visitó la región en 1811, tratando de forjar una alianza indígena de resistencia desde el Golfo de México hasta los Grandes Lagos. Con el estallido de la guerra de 1812, Gran Bretaña alentó el movimiento de resistencia de Tecumseh. Varias tribus estaban divididas en opinión.

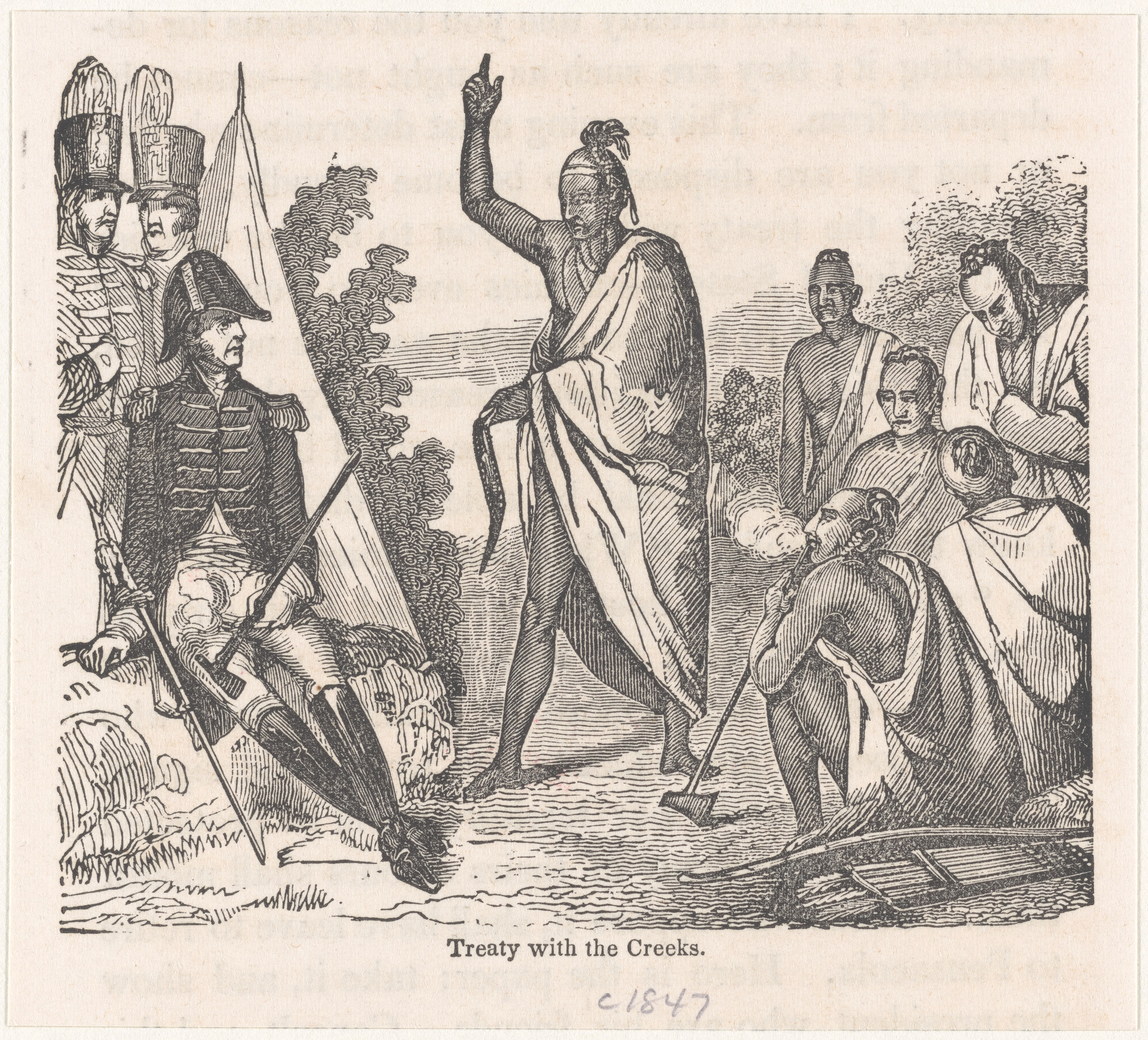
Tribu Creek

La tribu Creek cayó en la Guerra Civil. La violencia entre los Creek y los estadounidenses se intensificó, culminando en la masacre del fuerte Mims. La guerra a gran escala entre los Estados Unidos y los Creek "Red Sticks" comenzó con la conocida como Guerra Creek. Los Chickasaw, Choktaw, la nación Cherokee y otras facciones Creek permanecieron neutrales o aliados con los Estados Unidos, algunos sirviendo en las tropas estadounidenses. Milicias voluntarias de Georgia, Carolina del Sur y Tennessee marcharon a Alabama, para luchar contra los Red Sticks.
Más tarde, las tropas federales se convirtieron en la principal fuerza de combate de los Estados Unidos. El general Andrew Jackson fue el comandante de las fuerzas estadounidenses durante la guerra Creek y más tarde contra los británicos en la guerra de 1812. Su liderazgo y éxito militar durante las batallas lo convirtieron en un héroe nacional. El Tratado del Fuerte Jackson (9 de agosto de 1814) puso fin a la guerra Creek. En los términos del tratado los Creek, Red Sticks y neutrales por igual, cedieron cerca de la mitad del actual estado de Alabama a los Estados Unidos. Cesiones posteriores de los Cherokee, Chickasaw y Choktaw en 1816 dejaron solamente una cuarta parte de Alabama para los indios.

## Creación del Estado de Alabama (1819)

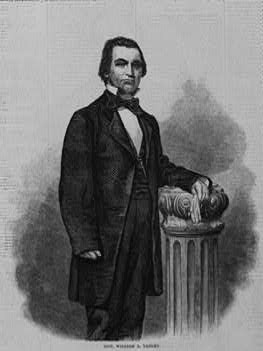
William Yancey

En 1819, Alabama fue admitida como el estado número 22 de la Unión. Su constitución proveía la igualdad del sufragio para los hombres blancos.
Uno de los primeros problemas de la nueva república fue el de las finanzas. Dado que la cantidad de dinero en circulación no fue suficiente para satisfacer las demandas de la creciente población, se instituyó un sistema de bancos estatales. Fueros emitidos bonos del Estado y las tierras públicas fueron vendidas para obtener capital. Los informes de los bancos, en préstamos de seguridad, se convirtieron en un medio de intercambio. Las perspectivas de ingresos de los bancos llevaron al legislador de 1836 abolir todos los impuestos para fines estatales. Esto duró poco, sin embargo, debido al pánico de 1837 que acabó con gran parte de los bienes de los bancos. Después vinieron revelaciones de negligencias graves e incluso de una gestión corrupta. En 1834, los bancos fueron puestos en liquidación. Después de deshacerse de todos sus activos disponibles, el Estado asumió las responsabilidades restantes, de buena fe y crédito.

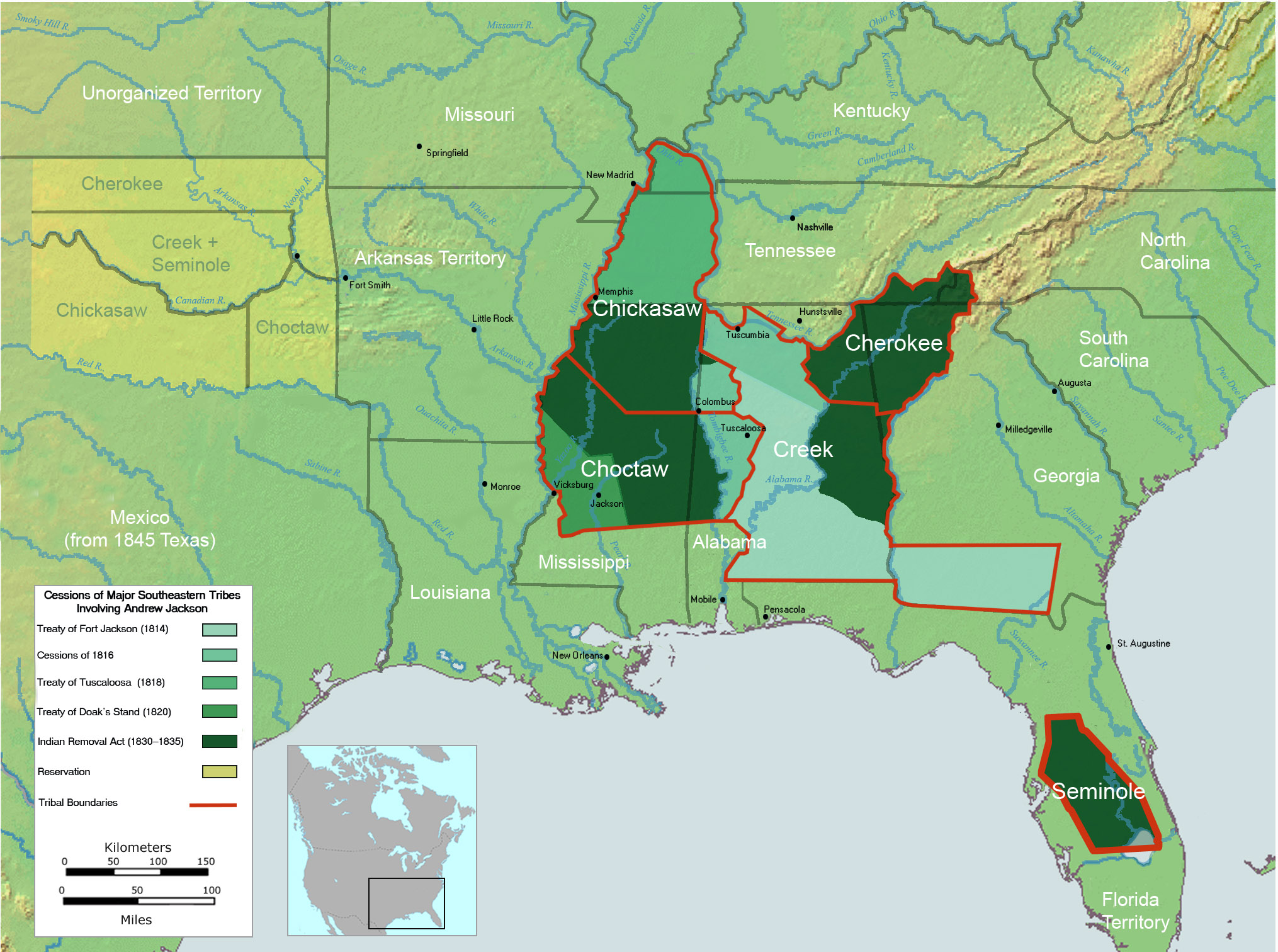
Pérdida de regiones creek, choctaw, chicasaw y cheroqui en Alabama en favor de los EE.UU. a principios del siglo

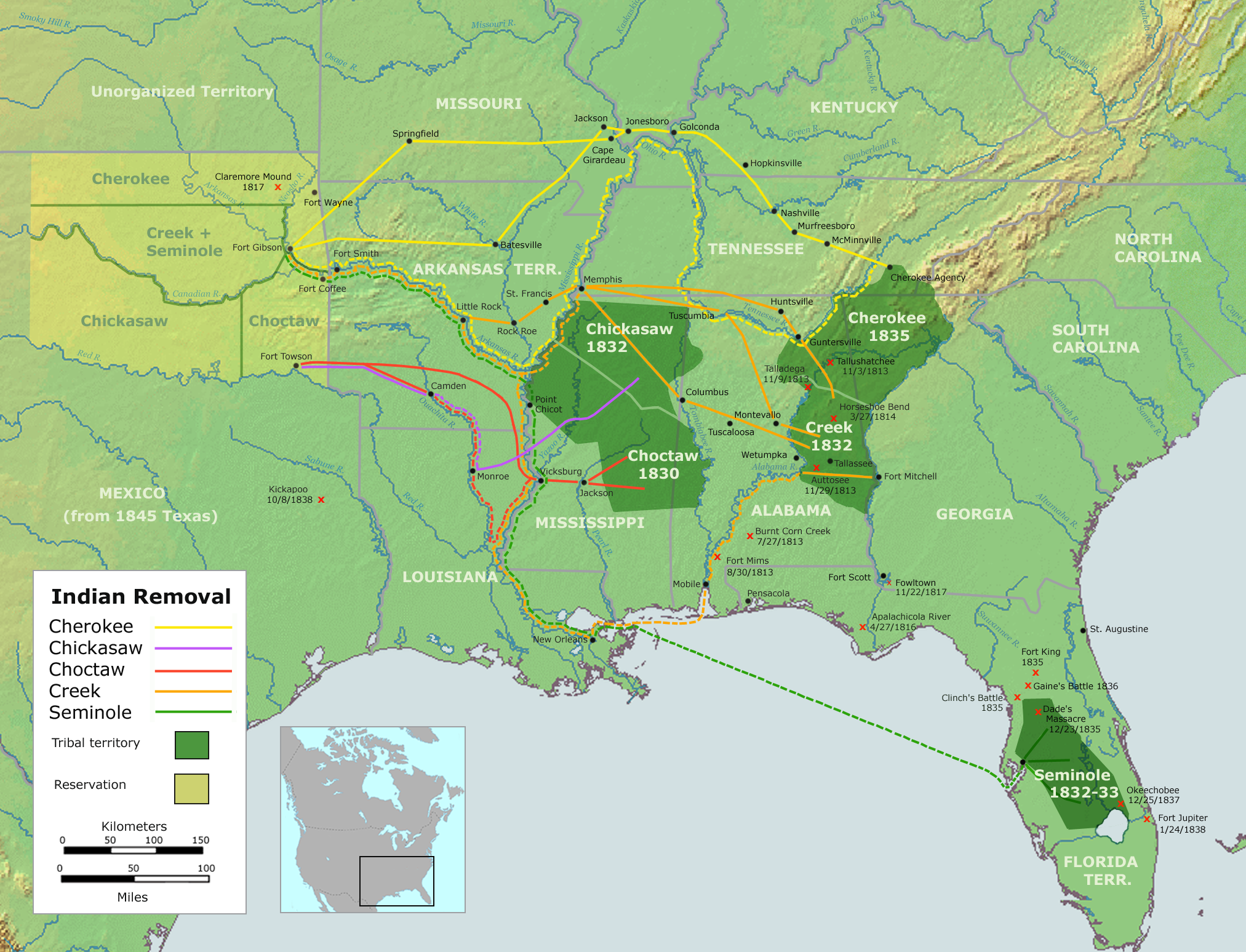
Traslado forzoso (sendero de lágrimas) de los creek, chicasaw, choctaw y cherokee de Alabama (1830-1832)

En 1830 la Indian Removal Act puso en marcha el proceso que dio lugar a la supresión india de las tribus del sureste, incluyendo a los Creek, Cherokee, Choctaw, Chickasaw y Seminole. En 1832, el Gobierno Nacional dispuso la eliminación de los Creek a través del Tratado de Cusseta. Antes de que ocurriera la eliminación entre 1834 y 1837, la legislatura estatal delimitó los condados de las tierras indígenas y los colonos llegaron en masa.
Hasta 1832, sólo había un partido en el estado, el demócrata. La cuestión de la anulación provocó una división ese año entre el partido demócrata (Jackson) y el partido de los Derechos de los Estados (Calhoun Democrática). Casi al mismo tiempo el partido Whig surgió como un partido de oposición. Se contó con el apoyo de los dueños de las plantaciones y los habitantes de las ciudades, mientras que los demócratas eran más fuertes entre los campesinos pobres y las comunidades católicas (descendientes de colonos franceses y españoles) en el área de Mobile. Durante un tiempo, los Whigs eran casi tan numerosos como los demócratas, pero nunca controlaron el gobierno estatal. La facción de los Derechos de los Estados estaban en minoría, sin embargo, bajo su líder persistente, William L. Yancey (1814-1863), convencieron a los demócratas en 1848 en adoptar la mayoría de sus ideas radicales.
Durante la agitación sobre la cláusula de Wilmot, que prohibiría la esclavitud del territorio adquirido por México como resultado de la guerra con México, Yancey indujo a la Convención del Estado Democrático en 1848 adoptar lo que se conoce como la "Plataforma de Alabama". Declaró que ni el Congreso ni el gobierno de un territorio tienen derecho a interferir con la esclavitud en un territorio, que los que tenían ideologías opuestas no eran demócratas y que los demócratas de Alabama no apoyarían a un candidato a la presidencia si no lo hacía de acuerdo con ellos. Esta plataforma fue respaldada por las convenciones de Florida y Virginia, y por las legislaturas de Georgia y Alabama.
El Compromiso de 1850 dividió a la gente de sus viejas líneas partidarias. La facción de los Derechos del Estado, respaldada por muchos demócratas, fundó el Partido de los Derechos del Sur, que exigía la derogación del Compromiso y abogó por la resistencia a las invasiones futuras preparándose para la secesión. Los Whigs se unieron a los demócratas que quedaron y se llamaron a sí mismos los "unionistas". El partido aceptó de mala gana el Acuerdo y negó que la Constitución preveía la secesión.
El desarrollo de plantaciones grandes de algodón en el Black Belt después de la invención de la desmotadora había aumentado espectacularmente la riqueza del estado. La riqueza de los propietarios dependía del trabajo de numerosos esclavos afroamericanos. En otras partes del estado, la tierra únicamente permitió la agricultura de subsistencia. La mayoría de los yeoman poseían pocos o ningún esclavo. En 1860 el éxito de la producción de algodón condujo a explotar a 435.000 esclavos afroamericanos, el 45% de la población del estado.
Los primeros colonizadores de Alabama fueron observados por su espíritu de democracia fronteriza y el igualitarismo, y su férrea defensa de los valores republicanos de la virtud cívica y la oposición a la corrupción. J. Mills Thornton argumentó que los Whigs trabajaron para beneficiar a la sociedad en su conjunto, mientras que los demócratas temían un aumento de poder en el gobierno, o en instituciones patrocinadas por el Estado como los bancos centrales. Feroces batallas políticas hicieron estragos en Alabama en temas que van desde la banca hasta la eliminación de los indios Creek. Thornton sugirió que el tema predominante en el estado fue la forma de proteger la libertad y la igualdad para las personas de raza blanca. Los temores de que los agitadores del Norte amenazara su sistema de valores enfureció a los votantes y les preparó para separarse cuando Abraham Lincoln fuera elegido en 1860.

## Secesión y Guerra Civil, 1861-1865

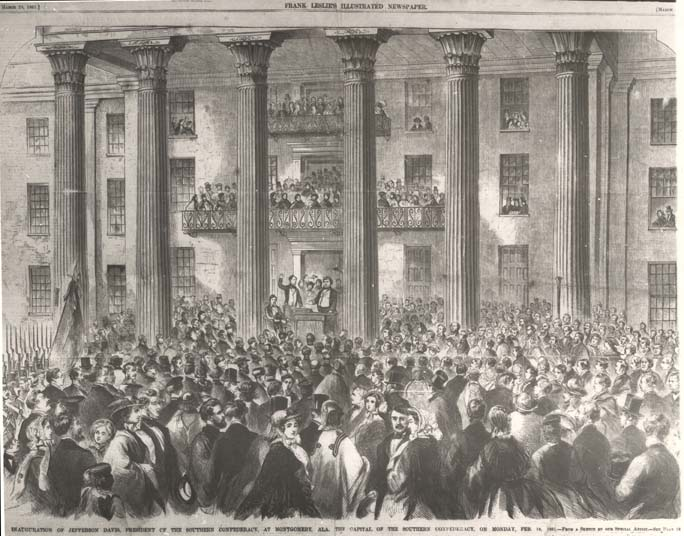
La inauguración de Jefferson Davis en Montgomery, el 18 de febrero de 1861.

Los "unionistas" tuvieron éxito en las elecciones de 1851 y 1852. La aprobación de la Ley Kansas-Nebraska y la incertidumbre acerca de la agitación contra la esclavitud llevó a la convención demócrata del Estado de 1856 para revivir la "Plataforma de Alabama". Cuando la Convención Nacional Demócrata en Charleston, Carolina del Sur, no aprobó la "Plataforma de Alabama" en 1860, los delegados de Alabama, seguidos de los de los otros "estados de algodón", se retiraron. Luego de la elección de Abraham Lincoln, el gobernador Andrew B. Moore, como se indica con anterioridad por el legislador, llamó a una convención estatal. Muchos hombres prominentes se habían opuesto a la secesión. En el norte de Alabama, hubo un intento de organizar un Estado neutral que se llamaría Nickajack. Con la llamada del presidente Lincoln a las armas en abril de 1861, la mayor parte de la oposición a la secesión terminó.
El 11 de enero de 1861, el estado de Alabama aprobó las ordenanzas de la secesión de la Unión (por un voto de 61 a 39). Hasta 18 de febrero de 1861, Alabama fue informalmente llamada República Alabama. Nunca cambió su nombre formal, que siempre ha sido "Estado de Alabama".
Alabama se unió a los Estados Confederados de América, cuyo gobierno se organizó en Montgomery el 4 de febrero de 1861.
El gobernador Moore apoyó enérgicamente el esfuerzo de la guerra de la Confederación. Incluso antes de que comenzaran las hostilidades, se apoderó de las instalaciones federales, envió agentes para comprar rifles en el noreste y recorrió el estado en busca de armas. A pesar de cierta resistencia en la parte norte del estado, Alabama se unió a los Estados Confederados de América (CSA). El congresista Williamson RW Cobb era un unionista y abogó por el compromiso. Cuando se postuló para el Congreso de la Confederación en 1861, fue derrotado. (En 1863, con el cansancio de la guerra cada vez mayor en Alabama, fue elegido en una ola de sentimiento antiguerra). Los secesionistas echaron a Cobb a un lado y la CSA estableció su capital temporal en Montgomery y seleccionó a Jefferson Davis como presidente. En mayo, el gobierno confederado abandonó Montgomery antes de que comenzara la temporada raquítica y se trasladó a Richmond, Virginia.
Un ejemplo de los graves problemas de logística interna de la Confederación es el viaje de Davis de Misisipi, al estado del lado. Desde su plantación en el río, tomó un barco de vapor por el Misisipi a Vicksburg, abordó un tren a Jackson, donde tomó otro tren al norte de Grand Junction, a continuación, tomó un tercer tren al este de Chattanooga, Tennessee, y un cuarto tren a Atlanta, Georgia. Más aún, otro tren
lo llevó hasta la frontera con Alabama donde un último tren lo llevó a Montgomery. A medida que la guerra avanzaba, los federales se apoderaron del río Misisipi, quemaron puentes ferroviarios y destrozaron los caminos. El frágil sistema ferroviario de la Confederación flaqueó y prácticamente se derrumbó por falta de reparaciones y piezas de repuesto.
En la primera parte de la Guerra Civil, Alabama no fue escenario de operaciones militares, sin embargo, el Estado contribuyó con cerca de 120.000 hombres para el servicio de la Confederación, prácticamente toda la población blanca capaces de empuñar armas. La mayoría fue reclutada a nivel local y sirvieron con hombres que ellos conocían, lo que fortaleció el espíritu y los lazos con el hogar. Las condiciones médicas eran graves. Alrededor del 15% de las muertes fueron por enfermedad, más que el 10% de las batallas. Alabama tenía pocos hospitales bien equipados, pero tenían muchas mujeres que se ofrecieron para cuidar a los enfermos y heridos. Los soldados estaban mal equipados, sobre todo después de 1863. A menudo saqueaban a los muertos para coger botas, cinturones, cantimploras, mantas, sombreros, camisas y pantalones. Incontables miles de esclavos trabajaron con las tropas confederadas, se encargaban de los caballos y los equipos, cocinaban y limpiaban, acarreaban los suministros, y ayudaban en los hospitales de campaña. Otros esclavos construyeron obras de defensa, especialmente aquellos cercanos a Mobile. Arreglaron caminos, repararon puentes ferroviarios, conducían coches de suministros, y trabajaban en las minas de hierro, fundiciones y hasta en fábricas de municiones. El servicio de los esclavos era involuntario: su trabajo no remunerado impresionó a sus amos que no les pagaban. Cerca de 10.000 esclavos escaparon y se unieron al ejército de la Unión, junto con 2.700 hombres blancos.
39 ciudadanos de Alabama alcanzaron el rango de almirante, los más notables fueron el teniente general James Longstreet y el almirante Raphael Semmes. Josiah Gorgas, que llegó a Alabama desde Pensilvania fue el jefe de artillería de la Confederación. Localizó nuevas centrales de municiones en Selma, que empleaban a 10.000 trabajadores hasta que los soldados de la Unión quemaron las fábricas en 1865. Selma Arsenal creó la mayor parte de la munición para los confederados. La Selma Naval Ordnance Works creó la artillería, haciendo un cañón cada cinco días. La Confederate Naval Yard construyó barcos y se destacó por el lanzamiento del CSS Tennessee en 1863 para defender la bahía de Mobile. Selma's Confederate Nitre Works adquiría salitre y pólvora de las cuevas de piedra caliza. Cuando los suministros eran bajos, avisaban a las amas de casa para que guardaran el contenido de sus orinales, una rica fuente de nitrógeno.
En 1863, las fuerzas de la Unión aseguraron un punto de apoyo en el norte de Alabama, a pesar de la oposición del general Nathan B. Forrest. Desde 1861, el bloqueo de la Unión cercó Mobile, y en 1864, las defensas exteriores de Mobile fueron tomadas por una flota de la Unión. La propia ciudad resistió hasta abril de 1865.

## Pérdidas
Los soldados de Alabama lucharon en cientos de batallas, las pérdidas del estado en la batalla de Gettysburg fueron de 1.750 muertos, más los heridos y capturados. La famosa "Brigada Alabama" tomó 781 víctimas. El gobernador Lewis E. Parsons en julio de 1865 realizó una estimación preliminar de las pérdidas. Alrededor de los 122.000 hombres blancos que sirvieron, murieron 35.000 en la guerra y otros 30.000 tuvieron incapacidades graves. Al año siguiente, el gobernador Robert M. Patton estimó que 20.000 veteranos habían regresado a sus hogares con discapacidades permanentes, y había 20.000 viudas y 60.000 huérfanos. Con la bajada de los precios de algodón, el valor de las fincas se redujeron, pasando de 176 millones de dólares en 1860 a sólo 64 millones de dólares en 1870. El abastecimiento de ganado también se redujo, cómo el número de caballos de 127.000 a 80.000 y las mulas de 111.000 a 76.000. La población total siguió igual: el crecimiento que se podría haber esperado fue neutralizado por la muerte y la emigración.

## Reconstrucción, 1865-1875
De acuerdo con el plan presidencial de reorganización, en junio de 1865 fue nombrado un gobernador provisional en Alabama. Una convención estatal se reunió en septiembre de ese mismo año, y declaró que la ordenanza de la secesión era nula y abolieron la esclavitud. La legislatura y el gobernador fueron elegidos en noviembre, y la legislatura fue a la vez reconocida por el presidente Andrew Johnson, pero no por el Congreso, que se negó a tomar asiento en la delegación. Johnson ordenó a la Armada permitir la posesión del gobernador después de que la legislatura ratificara la Decimotercera Enmienda, en diciembre de 1865. Pero la aprobación de la legislatura de Códigos Negros para controlar a los libertos que habían invadido desde las plantaciones hasta las ciudades y el rechazo de la Decimocuarta Enmienda, intensificó la hostilidad del Congreso al plan presidencial.
En 1867, se completó el plan del Congreso de Reconstrucción y Alabama fue puesta bajo gobierno militar. Los libertos se inscribieron como votantes. Sólo los blancos que juraron el juramento Ironclad podían ser electores, es decir, que tenían que jurar que nunca voluntariamente habían apoyado a la Confederación. Esta disposición fue insistida por los blancos en los condados de la colina norte para que pudieran controlar el gobierno local. Como resultado, los Republicanos controlaron 96 de los 100 escaños en la convención constitucional del estado. El nuevo partido Republicano, compuesto por los libertos, simpatizantes de la Unión (scalawag) y los norteños que se habían asentado en el Sur (carpetbagger), tomaron el control dos años después de que la guerra terminara. La convención constitucional en noviembre de 1867 enmarcó una constitución que otorgaba un sufragio universal masculino e impuso el juramento Ironclad, por lo que los blancos que habían apoyado a la Confederación no pudieron ocupar cargos electorales. Los Actos de Reconstrucción del Congreso requirió que la nueva constitución fuera ratificada por una mayoría de los votantes legales del estado. La mayoría de los blancos boicotearon las elecciones y faltaron votos para la nueva constitución. Posteriormente, el Congreso promulgó que una mayoría de los votos emitidos eran suficientes. Así, la constitución entró en vigor, el estado fue readmitido en la Unión en junio de 1868, y un nuevo gobernador y una nueva legislatura fueron elegidos.
Muchos blancos resistieron los cambios de la posguerra, quejándose de que los gobiernos republicanos se destacaron por la extravagancia y la corrupción legislativa. La coalición birracial de los Republicanos creó el primer sistema de educación pública en el estado, lo que beneficiaba a los niños blancos pobres, así como los libertos. También crearon las instituciones de beneficencia pública, como hospitales y orfanato, para beneficiar a todos los ciudadanos. Las deudas e impuestos estatales aumentaron. El estado aprobó bonos ferroviarios a una tasa de 12.000 y 16.000 dólares por kilómetro hasta que la deuda del estado aumentó de ocho millones a diecisiete millones de dólares. La corrupción caracterizó al gobierno local. Los blancos nativos se unieron y muchos Scalawags se separaron de la coalición republicana, formando un nuevo partido conservador y eligieron un nuevo gobernador y una mayoría de la cámara baja crearon una legislatura en 1870. A medida que el nuevo gobierno fracasaba, en 1872, los votantes reaccionaron a favor de los Republicanos.
Para 1874, sin embargo, el poder de los republicanos se derrumbó, y los demócratas conservadores recuperaron el poder en todas las oficinas estatales. Una comisión nombrada para examinar la deuda estatal encontró que 25.503.000 millones de dólares, se redujo a 15 millones. Una nueva constitución fue aprobada en 1875, la cual omitió lo que garantizaba la constitución anterior, que no se le debía negar el sufragio por razón de raza, color o previa condición de servidumbre. Sus disposiciones prohibían al Estado participar en las mejoras internas o para dar créditos a las empresas privadas, una postura anti-industrial que limitó el progreso del Estado durante décadas.

## Privación de derechos y los orígenes del Nuevo Sur, 1876-1914
Después de 1874, el Partido Demócrata tenía el control constante de la Administración del Estado. El Partido Republicano era el principal apoyo de los afroamericanos. Los Republicanos no mantenían oficinas locales o estatales, pero el partido tenía algo de patrocinio federal. No consiguió candidaturas para cargos en 1878 ni en 1880 y respaldó el boleto del Partido de los Billetes Verdes (Greenback Party) en 1882.
El desarrollo de la minería y la manufactura estuvo acompañado de dificultades económicas entre los campesinos, los cuales encontraron apoyo en el Partido Demócrata Jeffersoniano, creado en 1892. La candidatura del Partido Demócrata ordinario fue elegida y luego el nuevo partido se fusionó con el Partido Populista. En 1894, los Republicanos se unieron con los Populistas, eligiendo tres representantes en el Congreso, y aseguraron el control de muchos de los condados, pero fallaron en el control del Estado. Continuaron su oposición con menos éxito en las siguientes campañas. El partidismo se intensificó, y los cargos de corrupción de los Demócratas del electorado negro se unieron a las acusaciones de fraude y violencia de los Republicanos y Populistas.
A pesar de la oposición de los Republicanos y Populistas, los Demócratas completaron su dominio con la aprobación de la nueva constitución en 1901, la cual restringió el sufragio y efectivamente privó de los derechos civiles a los afroamericanos. Los requisitos de inscripción de votantes también privó de derechos rápidamente a las decenas de miles de blancos pobres, esto último no se esperaba. De 1900 a 1903, el número de los votantes blancos se redujo en más de 40.000, pasando de 232.821 a 191.492, a pesar del crecimiento de la población. En 1941 fueron más los blancos privados de derechos que los negros. 600.000 blancos y 520.000 negros. Esto se debió principalmente a los efectos del impuesto de capitación acumulativo.
El daño a la comunidad afroamericana fue grave y penetrante, cuando casi todos los ciudadanos elegibles perdieron la capacidad de votar. En 1900 el 45% de la población de Alabama eran afroamericanos: 827.545 ciudadanos. En 1900, catorce condados con Cinturón Negro (que eran principalmente afroamericanos) tenían más de 79.000 votantes en el censo. El 1 de junio de 1903, el número de votantes registrados había bajado a 1.081. Mientras que en los condados de Dallas y Lowndes el 75% de la población era negra, entre ellos sólo 103 votantes afroamericanos lograron registrarse. En 1900 Alabama tuvo más de 181.000 afroamericanos elegibles para votar. Antes de 1903 sólo 2.980 habían logrado "calificarse" para registrarse, aunque por lo menos 74.000 votantes negros sabían leer y escribir. La exclusión fue duradera. Los efectos de la segregación que sufrieron los afroamericanos fueron severos. Al final de la Segunda Guerra Mundial, por ejemplo, en la comunidad negra Collegeville de Birmingham, sólo once de los votantes en una población de 8.000 afroamericanos fueron considerados elegibles para inscribirse para votar. La privación de derechos civiles también significó que los negros y los blancos pobres no podían servir en jurados, así que estaban sujetos a un sistema de justicia en el que nadie tomaba partido por ellos.

### Los ferrocarriles y la industria

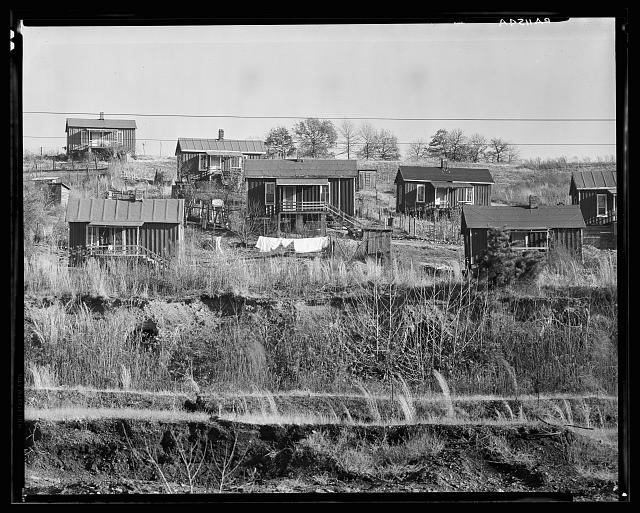
Casas de mineros en Birmingham

Birmingham fue fundada el 1 de junio de 1871 por los promotores inmobiliarios que vendían gran cantidad cerca del planeado cruce de los ferrocarriles de Alabama y Chattanooga y del Norte y Sur. El lugar de la travesía del ferrocarril era notable para los yacimientos próximos de minerales de hierro, carbón y piedra caliza, las tres principales materias primas utilizadas en la fabricación de acero. Sus fundadores adoptaron el nombre de la principal ciudad industrial de Inglaterra para anunciar que la nueva ciudad era un centro de producción de hierro y acero. A pesar de los brotes de cólera, la población de 'Pittsburgh del Sur' creció de 38.000 a 132.000 desde 1900 a 1910, atrayendo a inmigrantes blancos y negros rurales de toda la región. Birmingham experimentó un crecimiento tan rápido que fue apodada "la ciudad mágica". En la década de 1920, Birmingham era la ciudad 19.ª más grande de los Estados Unidos y mantuvo más del 30% de la población del Estado. La industria pesada y la minería fueron la base de la economía.
La química y los obstáculos estructurales limitaron la calidad del acero producido a partir del hierro y el carbón de Alabama. Estos materiales hicieron, sin embargo, que se combinaran para hacer un hierro de fundición ideal. A causa del transporte y el bajo coste de la mano de obra, Birmingham se convirtió rápidamente en una zona productora del hierro de fundición más grande y más barato. En 1915, el 25% de los lingotes de hierro de fundición en el país se produjeron en Birmingham.

## Alabama en el Nuevo Sur, 1915-1945
A pesar del potente crecimiento industrial de Birmingham y sus contribuciones a la economía del Estado, de sus ciudadanos y de otras zonas de reciente desarrollo, estaban insuficientemente representados en la legislatura estatal anual. La legislatura de dominación rural negó la reasignación de asientos estatales en el Senado y en la Cámara desde 1901 hasta la década de 1960. Esto dio lugar a un dominio absoluto del Estado por parte de una minoría blanca rural. Los intereses contemporáneos del proceso de urbanización, las ciudades industriales y decenas de miles de ciudadanos que no estaban suficientemente representados en el gobierno. Uno de los resultados fue que el Condado de Jefferson, hogar de la potencia industrial y económica de Birmingham, contribuyó con más de un tercio de todos los ingresos tributarios para el Estado. Recibieron únicamente la 1/67 parte del dinero de los impuestos, ya que la legislatura estatal aseguró que los impuestos se distribuían por igual a cada condado, independientemente de la población.
Desde 1910 a 1940, decenas de miles de afroamericanos emigraron al norte de Alabama en la Gran Migración en busca de trabajo, educación para sus hijos, y librarse de linchamientos en las ciudades del norte, como St. Luis, Chicago, Detroit y Cleveland. La tasa de crecimiento de la población en Alabama se redujo de 20,8% en 1900 y 16,9% en 1910, al 9,8% en 1920, lo que refleja el impacto de la emigración. La privación de derechos se terminó hacia mediados de la década de 1960 gracias a los afroamericanos, liderando el Movimiento de Derechos Civiles y la obtención de la legislación federal para proteger sus derechos políticos y civiles.
Un rápido ritmo de cambio en todo el país, especialmente en ciudades en crecimiento, combinado con nuevas olas de inmigración y emigración de los blancos y negros rurales a las ciudades, contribuyeron a un ambiente social volátil y surgió un segundo Ku Klux Klan (KKK) en el Sur y Medio Oeste después de 1915. En muchas áreas se representaba a sí misma como un grupo fraternal que daba ayuda a la comunidad. Feldman (1999) ha mostrado que el segundo KKK no era un mero grupo de odio, sino que mostró un genuino deseo de reforma política y social. Por ejemplo, en Alabama, miembros del KKK como Hugo Black fueron algunos de los principales defensores de mejores escuelas públicas, la aplicación de la prohibición efectiva, la construcción de carreteras, y otras medidas "progresistas" en beneficio de los blancos pobres. Para 1925, el Klan era una poderosa fuerza política en el Estado, mientras políticos urbanos, tales como J. Thomas Heflin, David Bibb Graves, y Hugo Black, manipularon a miembros del KKK contra el poder de los industriales "Big Mule" y especialmente, plantaciones del Cinturón Negro que habían dominado durante mucho tiempo el Estado.
En 1926, Bibb Graves, un antiguo exdirector, ganó la gobernación con apoyo de miembros del Ku Kux Klan. Lideró una de las administraciones más progresistas de la historia del Estado, presionando por una mayor inversión en la educación, mejor salud pública, nuevas construcciones de carreteras, y una legislación a favor de la mano de obra. Al mismo tiempo, justicieros del KKK--pensando que tenían protección gubernamental--lanzaron una ola de terror físico por toda Alabama en 1927, dirigida tanto a negros como a blancos. La élite conservadora contraatacó. Los principales periódicos mantuvieron un ataque constante, llamando a los ataques de los Klan como violentos y antiamericanos.  Los sheriffs reprimieron la violencia de los Klan. El contraataque funcionó. El Estado votó por Al Smith en 1928, y la membresía oficial del Klan se desplomó a menos de seis mil en 1930.

## Movimiento de Derechos Sociales y la redistribución de los distritos
El boicot a los autobuses de Montgomery en 1955-56 fue uno de los más importantes principios de las protestas contra la política de segregación racial en el Estado. Esto condujo a Browder V. Gayle, un caso en el que la Corte Federal de los Estados Unidos para el Distrito Medio de Alabama determinó que la política de segregación era inconstitucional y ordenó que el transporte público en Alabama eliminara la segregación racial.
El control de la minoría blanca rural continuó en la legislatura, por lo que, suprimieron los intentos de los elementos más progresistas de modernización del Estado. Un estudio realizado en 1960 concluyó que debido a la dominación rural "una minoría de aproximadamente el 25% de la población total del Estado tiene el control mayoritario de la legislatura de Alabama". Los legisladores y otras personas crearon desafíos en la década de 1960. Tomo años y la intervención del tribunal federal para lograr la redistribución necesaria para el establecimiento de la representación "un hombre, un voto".
En 1960, en vísperas de importantes batallas por los derechos civiles, el 30% de la población en Alabama era afroamericano, es decir, 980.000 habitantes.
Como Birmingham era el centro de la industria y la población en Alabama, en 1963, líderes de los derechos civiles decidieron montar una campaña allí por la desegregación. Escuelas, restaurantes y grandes almacenes eran segregados; ningún afroamericano era contratado para trabajar en las tiendas donde compraban o en el gobierno de la ciudad apoyado en parte por sus impuestos. No había miembros de la policía afroamericanos. A pesar de la segregación, los afroamericanos avanzaron económicamente. En respuesta a esto, grupos independientes afiliados al KKK bombardearon barrios residenciales para desalentar a los afroamericanos que vivían en ellos.
Para participar en la campaña y asegurar la atención nacional, el reverendo Fred Shuttlesworth invitó a los miembros de la Conferencia Sur de Liderazgo Cristiano (SCLC) a Birmingham para ayudar a cambiar las políticas de su liderazgo. La acción no violenta había dado buenos resultados en otras ciudades. El reverendo Martin Luther King, Jr., el reverendo Wyatt Tee Walker, su director ejecutivo y otros dirigentes llegaron a Birmingham para ayudar.
En la primavera y el verano de 1963, la atención nacional quedó clavada en Birmingham. Los medios de comunicación cubrieron la serie de marchas pacíficas que la policía de Birmingham, encabezados por el comisario de policía Bull Connor, intentaron desviar y controlar. King intentó llenar las cárceles con los manifestantes no violentos para hacer un argumento moral de los Estados Unidos. Dramáticas imágenes de la policía de Birmingham utilizando perros y potentes chorros de agua contra los niños manifestantes rellenaron portadas de periódicos y coberturas de televisiones, despertando la indignación nacional. El bombardeo en la Iglesia Baptista de la calle 16 llamó la atención nacional en el Estado. La Iglesia Baptista de la calle 16 había sido un punto de encuentro para las actividades a favor de los derechos civiles en Birmingham antes de los bombardeos. Finalmente, en Birmingham, los líderes King y Shuttlesworth llegaron a un acuerdo para poner fin a las marchas con el compromiso del grupo de empresarios para poner fin a la segregación.
Hubo marchas desde Selma hasta Montgomery y otras convocatorias para la igualdad afroamericana en el Estado. Esto contribuyó a la preparación de la legislación de derechos civiles por parte de la Administración Kennedy. Se entró finalmente en leyes en 1964, cuando el presidente Lyndon Johnson ayudó a asegurar su paso y firmó la Ley de Derechos Civiles. El siguiente año se creó la Ley de Derecho al Voto, creando un sufragio universal para todos los ciudadanos.
La Corte cambió los problemas relacionados con "un hombre, un voto" y la Ley de Derecho al Voto de 1965 finalmente proporcionó las bases para la acción judicial de la Corte Federal. Fue requerida una legislatura para crear un plan de redistribución de distritos en todo el Estado en 1972. La redistribución junto con los nuevos derechos de los votantes, permitió a cientos de miles de ciudadanos de Alabama a participar por primera vez en el sistema político.
En 1982, Oscar Adams fue elegido como juez de la Corte Suprema del Estado de Alabama, con lo que se convertía en el primer negro que lograba ocupar un cargo de dicha categoría en ese estado. A partir de los años 80, numerosos negros han sido elegidos sheriffs, representantes en el Congreso y alcaldes en las ciudades más importantes de Alabama, incluida Birmingham, especialmente en los núcleos con fuerte porcentaje de población negra dado el patrón de voto en bloque de este grupo.
Algunos de los últimos gobernadores del estado han sido James E. Folsom Cullman (1993–1995), que tomó el poder tras la destitución de Guy Hunt por violación del código ético, Forrest "Fob" James Lee (1995–1999), Don Siegelman, del Partido Demócrata, elegido para el cargo hasta el año 2003. En 2007, Alabama aprobó una legislatura y el gobernador Republicano Bob Riley firmó una resolución que expresaba su "profundo pesar" por la esclavitud y su impacto. En un acto simbólico, el proyecto de ley fue firmado en el Capitolio del Estado de Alabama, la cual albergaba el Congreso de los Estados Confederados de América.
En 2010, los Republicanos ganaron el control total de ambas cámaras de la legislatura por primera vez en 136 años. El actual gobernador es el Republicano Robert Bentley y la vicegobernadora es la Republicana Kay Ivey.

### General
- Encyclopedia of Alabama covers history, culture, geography, and natural environment.
- Rogers, William Warren, Robert David Ward, Leah Rawls Atkins, and Wayne Flynt. Alabama: The History of a Deep South State (1994)
- Flynt, Wayne. Alabama in the Twentieth Century (2004)
- Flynt, J. Wayne. "Alabama." in Religion in the Southern States: A Historical Study, edited by Samuel S. Hill. 1983
- Flynt, J. Wayne. Poor But Proud: Alabama's Poor Whites  1989.
- Flynt, J. Wayne. Alabama Baptists: Southern Baptists in the Heart of Dixie (1998)
- Holley, Howard L. A History of Medicine in Alabama. 1982.
- Owen Thomas M. History of Alabama and Dictionary of Alabama Biography 4 vols. 1921.
- Jackson, Harvey H. Inside Alabama: A Personal History of My State (2004)
- Thomas, Mary Martha. Stepping out of the Shadows: Alabama Women, 1819-1990 (1995)
- Williams, Benjamin Buford. A Literary History of Alabama: The Nineteenth Century 1979.
- WPA. Guide to Alabama (1939)

### Antes de 1900
- Abernethy, Thomas Perkins The Formative Period in Alabama, 1815-1828 (1922) online edition
- Barney, William L. The Secessionist Impulse: Alabama and Mississippi in 1860. (1974).
- Bethel, Elizabeth. "The Freedmen's Bureau in Alabama," Journal of Southern History Vol. 14, No. 1, Feb., 1948 pp. 49–92 online at JSTOR
- Bond, Horace Mann. "Social and Economic Forces in Alabama Reconstruction," Journal of Negro History 23 (1938):290-348  in JSTOR
- Dupre, Daniel. "Ambivalent Capitalists on the Cotton Frontier: Settlement and Development in the Tennessee Valley of Alabama." Journal of Southern History 56 (May 1990): 215-40. Online at JSTOR
- Fitzgerald, Michael R.  Urban Emancipation: Popular Politics in Reconstruction Mobile, 1860–1890. (2002). 301 pp. ISBN 0-8071-2837-6.)
- Fitzgerald, Michael R. "Radical Republicanism and the White Yeomanry During Alabama Reconstruction, 1865-1868." Journal of Southern History 54 ( November 1988): 565-96. JSTOR
- Fleming, Walter L. Civil War and Reconstruction in Alabama 1905. the most detailed study; Dunning School full text online
- Going, Allen J. Bourbon Democracy in Alabama, 1874-1890.  1951.
- Hamilton, Peter Joseph.  The Reconstruction Period (1906), full length history of era; Dunning School approach; 570 pp; ch 12 on Alabama
- Jordan, Weymouth T. Ante-Bellum Alabama: Town and Country. (1957).
- Kolchin, Peter. First Freedom: The Response of Alabama Blacks to Emancipation and Reconstruction (1972).
- McWhiney, Grady. "Were the Whigs a Class Party in Alabama?" Journal of Southern History 23 (1957): 510-22. Online at JSTOR
- Morse, J. (1797). «Georgia Western Territory». The American Gazetteer. Boston, Massachusetts: At the presses of S. Hall, and Thomas & Andrews.
- Rogers, William Warren. The One-Gallused Rebellion; Agrarianism in Alabama, 1865-1896  (1970).
- Sellers, James B.  Slavery in Alabama  1950. online edition
- Sterkx, Henry Eugene. Partners in Rebellion: Alabama Women in the Civil War (1970).
- Thornton, J. Mills III. Politics and Power in a Slave Society: Alabama, 1800-1860  (1978). online edition
- Wiener, Jonathan M. Social Origins of the New South; Alabama, 1860-1885.  (1978).
- Wiggins, Sarah Woolfolk. The Scalawag in Alabama Politics, 1865-1881 (1991) online edition Archivado el 29 de junio de 2011 en Wayback Machine.
- Wiggins, Sarah Woolfolk. "Alabama: Democratic Bulldozing and Republican Folly." in Reconstruction and Redemption in the South, edited by Otto H. Olson.  (1980).

### Desde 1900
- Barnard, William D. Dixiecrats and Democrats: Alabama Politics, 1942-1950 (1974)
- Bond, Horace Mann. Negro Education in Alabama: A Study in Cotton and Steel 1939.
- Brownell, Blaine A. "Birmingham, Alabama: New South City in the 1920s." Journal of Southern History 38 (1972): 21-48. in JSTOR
- Feldman, Glenn. Politics, Society, and the Klan in Alabama, 1915-1949 (1999) online edition
- Feldman, Glenn. "Southern Disillusionment with the Democratic Party: Cultural Conformity and the ‘the Great Melding’ of Racial and Economic Conservatism in Alabama during World War II,” Journal of American Studies 43 (Aug. 2009), 199–230.
- Feldman, Glenn.  The Irony of the Solid South: Democrats, Republicans, and Race, 1865-1944 (University of Alabama Press; 2013) 480 pages; how the South became "solid" for the Democrats, then began to shift with World War II.
- Frady, Marshall. Wallace: The Classic Portrait of Alabama Governor George Wallace (1996)
- Grafton, Carl, and Anne Permaloff. Big Mules and Branchheads: James E. Folsom and Political Power in Alabama 1985.
- Hackney, Sheldon. Populism to Progressivism in Alabama 1969.
- Hamilton, Virginia. Lister Hill: Statesman from the South  1987.
- Harris, Carl V. Political Power in Birmingham, 1871-1921 1977.
- Key, V. O., Jr. Southern Politics in State and Nation. 1949.
- Lesher, Stephan. George Wallace: American Populist (1995)
- Norrell, Robert J. "Caste in Steel: Jim Crow Careers in Birmingham, Alabama." Journal of American History 73 (December 1986): 669-94. in JSTOR
- Norrell, Robert J. "Labor at the Ballot Box: Alabama Politics from the New Deal to the Dixiecrat Movement." Journal of Southern History 57 (May 1991): 201-34. in JSTOR
- Oliff, Martin T., ed. The Great War in the Heart of Dixie: Alabama During World War I (2008)
- Sellers, James B. The Prohibition Movement in Alabama, 1702-1943 1943.
- Thomas, Mary Martha. The New Women in Alabama: Social Reform and Suffrage, 1890-1920  (1992) online edition
- Thomas, Mary Martha. Riveting and Rationing in Dixie: Alabama Women and the Second World War (1987) online edition